# Ascaridina

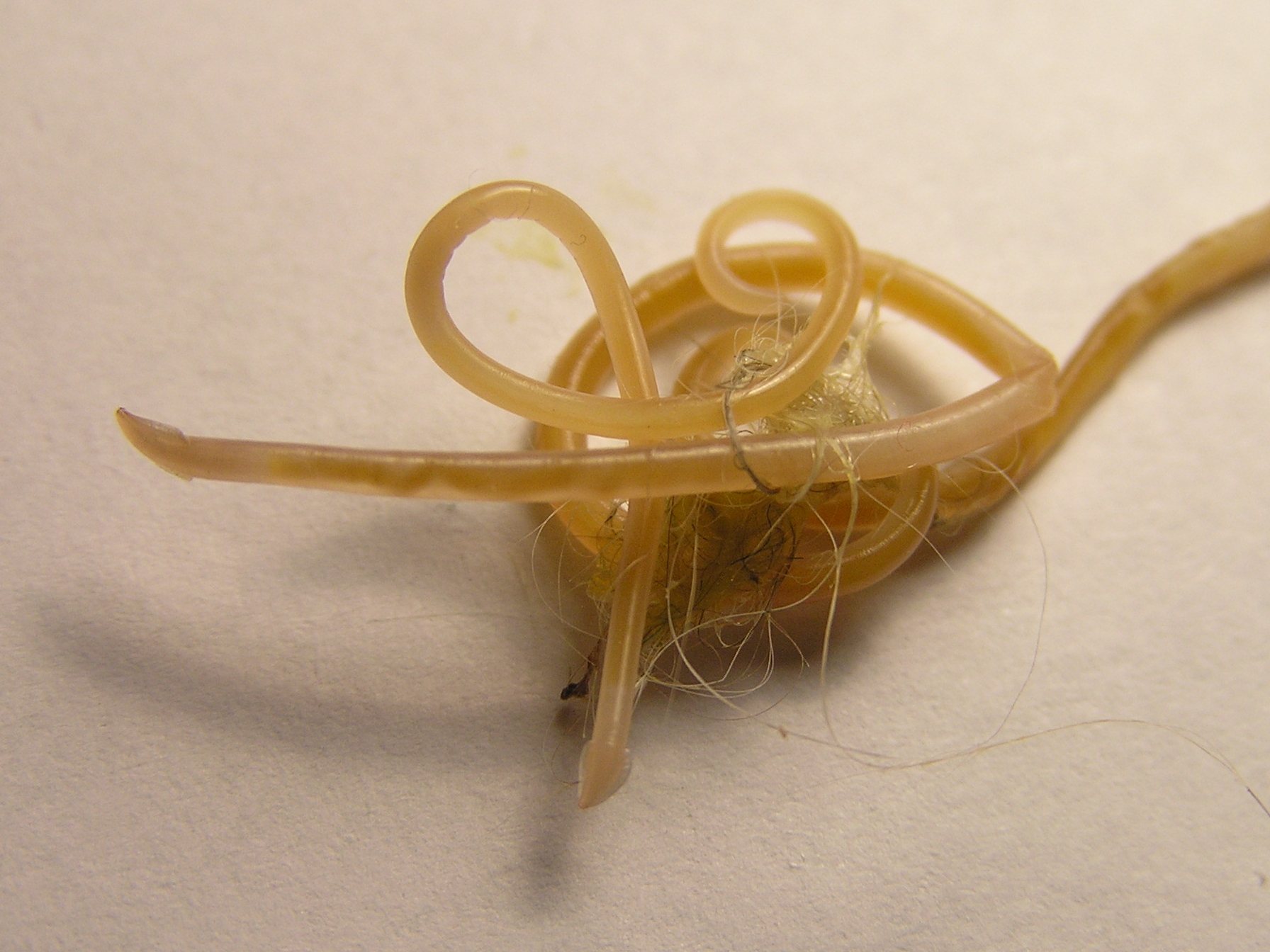
Toxocara cati

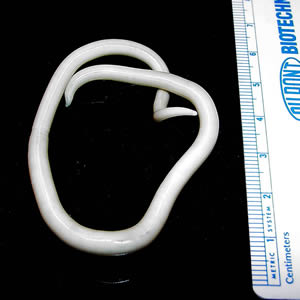
Ascaris lumbricoides

Ascaridina  (лат.) — подотряд паразитических круглых червей из класса Chromadorea (или отряд Ascaridida). Более 1800 видов. Встречаются повсеместно.

## Описание
Паразиты пищеварительной системы позвоночных животных. Среди них человеческая аскарида (длиной до 30 см), вызывающая аскаридоз. Виды родов Parascaris и Neoascaris достигают в длину 50 см. Самцы, как правило, мельче самок. Кутикула кольчатая. Вокруг ротового отверстия расположено 3 вторичные губы (реже 2, 4 или 6). Фаринкс цилиндрический. Средняя кишка мириоцитозная или полицитозная. Мышечные клетки платимиарные или вторичноцеломиарные (мускулатура полимиарная).

## Классификация
Около 200 родов и более 1800 видов. Рассматривается или в качестве самостоятельного отряда Ascaridida Skrjabin & Schulz, 1940 или включается в отряд Spirurida (в составе Rhabditida) в качестве подотряда Ascaridina Inglis, 1983 (Ascaridata Skrjabin, 1915) или в статусе инфраотряда Ascaridomorpha.
- Надсемейство Ascaridoidea Baird, 1853 (Skryabin, 1915)
  - Anisakidae — Анизакиды  (более 200 видов)
  - Ascaridae — Аскариды (более 400 видов)
  - Crossophoridae (2 вида)
  - Heterocheilidae (2 вида)
  - Raphidascarididae (около 200 видов)
- Надсемейство Cosmocercoidea Skryabin & Shikhobalova, 1951
  - Atractidae (более 60 видов)
  - Cosmocercidae (около 200 видов)
  - Kathlaniidae (более 150 видов)
- Надсемейство Heterakoidea Railliet & Henry 1912
  - Ascaridiidae (более 30 видов)
  - Aspidoderidae (около 30 видов)
  - Heterakidae (более 130 видов)
  -  ?Kiwinematidae
- Надсемейство Seuratoidea Hall 1916 (Chabaud et al. 1959)
  - Chitwoodchabaudiidae (1 вид)
  - Cucullanidae (около 200 видов)
  - Quimperiidae (около 80 видов)
  - Schneidernematidae (около 10 видов)
  - Seuratidae (около 50 видов)
- Надсемейство Subuluroidea Travassos 1914
  - Maupasinidae (2 вида)
  - Subuluridae  (около 100 видов)